# Troisième circonscription des Français établis hors de France
La troisième circonscription des Français établis hors de France est l'une des onze circonscriptions législatives des Français établis hors de France. Créée en 2010 à la faveur d'un redécoupage, elle comprend dix pays du nord de l'Europe (les îles Britanniques, les pays nordiques et les pays baltes), pour une population de 182 229 Français inscrits sur les registres consulaires au 1er janvier 2019 et 175 997 au 1er janvier 2024.

## Étendue territoriale
La troisième circonscription des Français établis hors de France concerne les pays d'Europe du Nord tels que défini par les nations unies.
- les pays nordiques :
  -  Norvège (5 738 Français recensés[4])
  -  Suède (8 819 Français recensés[4])
  -  Danemark (5 668 Français recensés[4])
  -  Finlande (3 180 Français recensés[4])
  -  Islande (638 Français recensés[4])
- les pays baltes :
  -  Lituanie (495 Français recensés[4])
  -  Estonie (310 Français recensés[4])
  -  Lettonie (279 Français recensés[4])
- les îles Britanniques :
  -  Royaume-Uni (146 213 Français recensés[4])
  -  Irlande (10 889 Français recensés[4])

## Députés
La socialiste Axelle Lemaire, qui réside à Londres, est élue le 17 juin 2012 face à la candidate de l'UMP Emmanuelle Savarit. Nommée secrétaire d'État à l'Économie numérique le 9 avril 2014, elle est remplacée à compter du 9 mai 2014 par son suppléant Christophe Premat, résidant en Suède.
En juin 2017, le candidat de la majorité présidentielle, Alexandre Holroyd, franco-britannique résidant à Londres, est élu au second tour en battant la députée sortante avec un score de 70,11 %.
En Juillet 2024, le candidat de la majorité présidentielle, Vincent Caure, est élu au second tour en battant la candidate EELV-NFP Charlotte Minvielle (d).
| Législature | Début de mandat | Fin de mandat | Député élu        |  | Parti politique | Observations                                          | Suppléant                |
| ----------- | --------------- | ------------- | ----------------- |  | --------------- | ----------------------------------------------------- | ------------------------ |
| XIVe        | 20 juin 2012    | 9 mai 2014    | Axelle Lemaire    |  | PS              | Nommée secrétaire d'État au Numérique                 | Christophe Premat        |
| XIVe        | 9 mai 2014      | 27 mars 2017  | Christophe Premat |  | PS              |                                                       |                          |
| XIVe        | 27 mars 2017    | 20 juin 2017  | Axelle Lemaire    |  | PS              | Retrouve son siège après sa démission du gouvernement |                          |
| XVe         | 21 juin 2017    | 21 juin 2022  | Alexandre Holroyd |  | LREM            |                                                       | Laure Philippon Maillard |
| XVIe        | 22 juin 2022    | 9 juin 2024   | Alexandre Holroyd |  | LREM            |                                                       | Véronique Revoy          |
| XVIIe       | 7 juillet 2024  | en cours      | Vincent Caure     |  | RE              |                                                       | Alexandre Holroyd        |

## Résultats électoraux

### Élections législatives de 2012
| Candidat       | Candidat                  | Parti          | Premier tour | Premier tour | Second tour | Second tour |
| Candidat       | Candidat                  | Parti          | Voix         | %            | Voix        | %           |
| -------------- | ------------------------- | -------------- | ------------ | ------------ | ----------- | ----------- |
|                | Axelle Lemaire            | PS             | 5 486        | 30,16        | 9 679       | 54,76       |
|                | Emmanuelle Savarit        | UMP            | 3 934        | 21,63        | 7 997       | 45,24       |
|                | Olivier Cadic             | AC             | 2 063        | 11,34        |             |             |
|                | Olivier Bertin            | EELV           | 1 877        | 10,32        |             |             |
|                | Yannick Naud              | MoDem          | 1 126        | 6,19         |             |             |
|                | Gaspard Koenig            | PLD            | 801          | 4,40         |             |             |
|                | Lucile Jamet              | FG             | 671          | 3,69         |             |             |
|                | Guy Le Guezennec          | FN             | 493          | 2,71         |             |             |
|                | Anne-Marie Wolfsohn       | DVD            | 488          | 2,68         |             |             |
|                | Marie-Claire Sparrow      | RFE-UMP        | 379          | 2,08         |             |             |
|                | Denys Dhiver              | PCD-FE         | 253          | 1,39         |             |             |
|                | Jérôme de Lavenère-Lussan | DVC-LIFE       | 150          | 0,82         |             |             |
|                | Olivier de Chazeaux       | PRV            | 125          | 0,69         |             |             |
|                | Aberzak Boulariah         | SE             | 80           | 0,44         |             |             |
|                | Ezella Sahraoui           | PRG-GE         | 67           | 0,37         |             |             |
|                | Bernard Larmoyer          | DVD            | 61           | 0,34         |             |             |
|                | Christophe Schermesser    | PFE            | 49           | 0,27         |             |             |
|                | Will Mael Nyamat          | DVG            | 45           | 0,25         |             |             |
|                | Édith Tixier              | SP             | 38           | 0,21         |             |             |
|                | Patrick Kaboza            |                | 4            | 0,02         |             |             |
| Inscrits       | Inscrits                  | Inscrits       | 88 513       | 100,00       | 88 405      | 100,00      |
| Abstentions    | Abstentions               | Abstentions    | 70 110       | 79,21        | 70 227      | 79,44       |
| Votants        | Votants                   | Votants        | 18 403       | 20,79        | 18 178      | 20,56       |
| Blancs et nuls | Blancs et nuls            | Blancs et nuls | 213          | 1,16         | 502         | 2,76        |
| Exprimés       | Exprimés                  | Exprimés       | 18 190       | 98,84        | 17 676      | 97,24       |

### Élections législatives de 2017
|                                                                                                   | |                          |                          |                          |                          |
|                                                                                                   | | Premier tour 4 juin 2017 | Premier tour 4 juin 2017 | Second tour 18 juin 2017 | Second tour 18 juin 2017 |
|                                                                                                   | |                          |                          |                          |                          |
|                                                                                                   | | Nombre                   | % des inscrits           | Nombre                   | % des inscrits           |
| Inscrits                                                                                          | Inscrits | 120 696                  | 100,00                   | 120 692                  | 100,00                   |
| Abstentions                                                                                       | Abstentions | 95 202                   | 78,88                    | 99 523                   | 82,46                    |
| Votants                                                                                           | Votants | 25 494                   | 21,12                    | 21 169                   | 17,54                    |
|                                                                                                   | |                          | % des votants            |                          | % des votants            |
| Bulletins blancs                                                                                  | Bulletins blancs | 43                       | 0,17                     | 426                      | 2,01                     |
| Bulletins nuls                                                                                    | Bulletins nuls | 81                       | 0,32                     | 127                      | 0,60                     |
| Suffrages exprimés                                                                                | Suffrages exprimés                                                                                                   | 25 370                   | 99,51                    | 20 616                   | 97,39                    |
|                                                                                                   | |                          |                          |                          |                          |
| Candidat Étiquette politique (partis et alliances)                                                | Candidat Étiquette politique (partis et alliances)                                                                   | Voix                     | % des exprimés           | Voix                     | % des exprimés           |
|                                                                                                   | |                          |                          |                          |                          |
|                                                                                                   | Alexandre Holroyd La République en marche                                                                            | 14 663                   | 57,80                    | 14 453                   | 70,11                    |
|                                                                                                   | Axelle Lemaire (députée sortante) Parti socialiste                                                                   | 2 493                    | 9,83                     | 6 163                    | 29,89                    |
|                                                                                                   | Laurence Azzena-Gougeon Les Républicains                                                                             | 2 238                    | 8,82                     |                          |                          |
|                                                                                                   | Olivier Tonneau La France insoumise                                                                                  | 1 823                    | 7,19                     |                          |                          |
|                                                                                                   | Patricia Connell Union des démocrates et indépendants                                                                | 1 392                    | 5,49                     |                          |                          |
|                                                                                                   | Karine Daudicourt Europe Écologie Les Verts                                                                          | 1 384                    | 5,46                     |                          |                          |
|                                                                                                   | Tony Thommes Front national                                                                                          | 378                      | 1,49                     |                          |                          |
|                                                                                                   | Béatrice Pauly Divers droite                                                                                         | 231                      | 0,91                     |                          |                          |
|                                                                                                   | Pierre-Alexandre Greil Divers (Union populaire républicaine)                                                         | 201                      | 0,79                     |                          |                          |
|                                                                                                   | Olivier Bitterlin Écologiste (Mouvement écologiste indépendant - Confédération pour l'homme, l'animal et la planète) | 196                      | 0,77                     |                          |                          |
|                                                                                                   | Marine Roussillon Parti communiste français                                                                          | 122                      | 0,48                     |                          |                          |
|                                                                                                   | Cindy Demichel Divers (#MaVoix)                                                                                      | 93                       | 0,37                     |                          |                          |
|                                                                                                   | Véronique Vermorel Divers (Parti pirate)                                                                             | 78                       | 0,31                     |                          |                          |
|                                                                                                   | David Rolland Extrême droite (Front des Patriotes républicains)                                                      | 68                       | 0,27                     |                          |                          |
|                                                                                                   | Florence Sarlat Divers (Parti animaliste)                                                                            | 8                        | 0,03                     |                          |                          |
|                                                                                                   | Marianne Magnin Divers droite                                                                                        | 2                        | 0,01                     |                          |                          |
| Source : Ministère de l'Intérieur - Troisième circonscription des Français établis hors de France | |                          |                          |                          |                          |

### Élections législatives de 2022
| Résultats des élections législatives des 12 et 19 juin 2022 de la 3e circonscription des Français de l'Étranger |                          |                                            |                          |              |              |             |             |
| Candidat | Candidat                 | Parti et coalition                         | Nuance                   | Premier tour | Premier tour | Second tour | Second tour |
| Candidat | Candidat                 | Parti et coalition                         | Nuance                   | Voix         | %            | Voix        | %           |
| | Alexandre Holroyd        | LREM (ENS)                                 | ENS                      | 16 238       | 38,51        | 24 749      | 55,80       |
| | Charlotte Minvielle (d)  | EÉLV (NUPES)                               | NUP                      | 13 265       | 31,46        | 19 601      | 44,20       |
| | Laurence Helaili-Chapuis | MP diss.                                   | DVC                      | 3 623        | 8,59         |             |             |
| | Artus Galiay             | LR (UDC)                                   | LR                       | 2 302        | 5,46         |             |             |
| | Assamahou Lamarre        | UCE (ÉMP)                                  | DIV                      | 1 998        | 4,74         |             |             |
| | Margaux Darrieus         | REC                                        | REC                      | 1 474        | 3,50         |             |             |
| | Valérie Romboni          | GRS (Fédération de la gauche républicaine) | DIV                      | 1 095        | 2,60         |             |             |
| | Willy Begon              | RN                                         | RN                       | 698          | 1,66         |             |             |
| | Aude Cazein              | Volt                                       | DIV                      | 689          | 1,63         |             |             |
| | Thomas Lepeltier         | PA                                         | ECO                      | 584          | 1,39         |             |             |
| | Coralie Bailly           | PRG                                        | RDG                      | 195          | 0,46         |             |             |
| Votes valides                                                                                                   | Votes valides            | Votes valides                              | Votes valides            | 42 161       | 99,18        | 44 350      | 97,34       |
| Votes blancs | Votes blancs             | Votes blancs                               | Votes blancs             | 319          | 0,75         | 1 170       | 2,57        |
| Votes nuls | Votes nuls               | Votes nuls                                 | Votes nuls               | 30           | 0,07         | 43          | 0,09        |
| Total | Total                    | Total                                      | Total                    | 42 510       | 100          | 45 563      | 100         |
| Abstention | Abstention               | Abstention                                 | Abstention               | 106 129      | 71,40        | 103 099     | 69,35       |
| Inscrits / participation                                                                                        | Inscrits / participation | Inscrits / participation                   | Inscrits / participation | 148 639      | 28,60        | 148 662     | 30,65       |

### Élections législatives de 2024
| Candidat                 | Candidat                 | Parti et coalition       | Nuance                   | Premier tour | Premier tour | Second tour | Second tour |
| Candidat                 | Candidat                 | Parti et coalition       | Nuance                   | Voix         | %            | Voix        | %           |
| ------------------------ | ------------------------ | ------------------------ | ------------------------ | ------------ | ------------ | ----------- | ----------- |
|                          | Charlotte Minvielle (d)  | LÉ (NFP)                 | UG                       | 26 873       | 39,22        | 37 326      | 49,56       |
|                          | Vincent Caure            | RE (ENS)                 | ENS                      | 26 810       | 39,13        | 38 134      | 50,54       |
|                          | Sophie Charbonnet        | RN                       | RN                       | 4 504        | 6,57         |             |             |
|                          | Balthazar Roger          | LR                       | LR                       | 3 442        | 5,02         |             |             |
|                          | Assamahou Lamarre        | EÉÉ (LC)                 | DVC                      | 3 365        | 4,91         |             |             |
|                          | Joël Heslaut             | SE                       | DVC                      | 1 251        | 1,83         |             |             |
|                          | Anthony Coutret          | REC                      | REC                      | 752          | 1,10         |             |             |
|                          | Tanguy Pinomaa-Danzé     | Volt                     | DVG                      | 701          | 1,02         |             |             |
|                          | Emmanuel Constantin      | Équinoxe                 | ECO                      | 355          | 0,52         |             |             |
|                          | Tim Craye                | SE                       | DVD                      | 236          | 0,34         |             |             |
|                          | Yvan Bachaud             | DNM                      | DIV                      | 226          | 0,33         |             |             |
|                          |                          |                          |                          |              |              |             |             |
| Votes valides            | Votes valides            | Votes valides            | Votes valides            | 68 515       | 98,65        | 75 460      | 96,45       |
| Votes blancs             | Votes blancs             | Votes blancs             | Votes blancs             | 829          | 1,19         | 2 707       | 3,46        |
| Votes nuls               | Votes nuls               | Votes nuls               | Votes nuls               | 112          | 0,16         | 71          | 0,09        |
| Total                    | Total                    | Total                    | Total                    | 69 456       | 100          | 78 238      | 100         |
| Abstention               | Abstention               | Abstention               | Abstention               | 91 178       | 56,76        | 91 178      | 51,29       |
| Inscrits / participation | Inscrits / participation | Inscrits / participation | Inscrits / participation | 160 634      | 43,24        | 160 627     | 48,71       |